# Brione, Trentino
Brione là một đô thị thuộc tỉnh Trento, Ý. Đô thị này có dân số là 146 người (thời điểm năm 2007).